# Emily Osment
Emily Jordan Osment (Los Angeles, 10 maart 1992) is een Amerikaans actrice en zangeres en is de jongere zus van Haley Joel Osment.

## Carrière
Emily Osment begon als actrice in 1999, toen ze rollen had in de films Sarah, Plain and Tall: Winter's End en The Secret Life of Girls en verder te zien was in een aflevering van 3rd Rock from the Sun.
Osment werd bekender na haar rollen in de jeugdfilms Spy Kids 2: The Island Of Lost Dreams en Spy Kids 3-D: Game Over, maar haar doorbraak kwam toen ze in 2006 een rol kreeg in Disney Channel's Hannah Montana.
Daarin speelt ze de beste vriendin van Miley Stewart/Hannah Montana, gespeeld door Miley Cyrus. In de realiteit is Emily ook bevriend met Miley.
Osment zou oorspronkelijk de stemmen inspreken voor Dragon Ball Z: Budokai Tenkaichi 2. Vanwege haar drukke schema bij Hannah Montana, kon dit echter niet. Wel sprak ze een stem in voor de film Holidaze: The Christmas That Almost Didn't Happen.
In 2007 had ze de hoofdrol in de jeugdfilm The Haunting Hour: Don't Think About It. Tevens zong ze de soundtrack voor de film, het nummer heet: I Don't Think About It. Dit is niet haar enige zangproject; in 2008 werd de Disney-compilatie-cd If I Didn't Have You uitgebracht, waarop zij samen zingt met Mitchel Musso.
In 2008 speelde zij in twee films; Soccer Mom en Dadnapped. Osment was ook te zien in Hannah Montana: The Movie, die op 1 mei 2009 in première ging. Daarin speelt ze opnieuw Lilly Truscott.
In 2011 speelde ze de hoofdrol in de film Cyberbully, waar haar karakter (Taylor Hillridge) gepest werd via het internet. Dit leidde uiteindelijk tot een zelfmoordpoging die net op tijd voorkomen werd. Tevens heeft ze het liedje Drift voor deze film geschreven en gezongen.
In 2022 speelde Osment in Young Sheldon de persoon op wie George Jr. verliefd is.
In 2023 had ze de hoofdrol in de tv-film Stolen Baby: The Murder of Heidi Broussard.

## Filmografie

### Film / Televisie
| Jaar        | Film                                                             | Rol                                                  |
| ----------- | ---------------------------------------------------------------- | ---------------------------------------------------- |
| 2025        | "Georgie & Mandy's first marriage", spin off van "Young Sheldon" | Mandy                                                |
| 2023        | ’’Stolen Baby: The Murder of Heidi Broussard (TV Movie 2023)’’   | Magen                                                |
| 2022        | DeadEndia                                                        | Courtney                                             |
| 2022        | Young Sheldon                                                    | Mandy                                                |
| 2021        | Pretty Smart                                                     | Chelsea                                              |
| 2021        | A Very Merry Bridesmaid                                          | Leah Taylor                                          |
| 2018 - 2021 | The Kominsky Method                                              | Theresa                                              |
| 2018        | Christmas Wonderland                                             | Heidi Nelson                                         |
| 2019 - 2020 | Almost Family                                                    | Roxy Doyle                                           |
| 2014 - 2018 | Young & Hungry                                                   | Gabi Diamond                                         |
| 2016        | Love Is All You Need?                                            | Kelly Williams                                       |
| 2015 - 2016 | Mom                                                              | Jodi                                                 |
| 2015        | No Way Jose                                                      | Summer                                               |
| 2014        | A Daughter's Nightmare                                           | Ariel                                                |
| 2014        | Rainbow Brite                                                    | Rainbow Brite                                        |
| 2014        | Kiss Me                                                          | Shelby                                               |
| 2013 - 2014 | Cleaners                                                         | Roxie                                                |
| 2013        | Seasick Sailor                                                   | Beck                                                 |
| 2010 - 2012 | Kick Buttowski: Suburban Daredevil                               | Kendall Perkins (stem)                               |
| 2012        | Beverly Hills Chihuahua 3: Viva la Fiesta!                       | Pep (stem)                                           |
| 2011        | Cyberbully                                                       | Taylor Hillridge                                     |
| 2011        | Kokuriko-zaka Kara (From Up on Poppy Hill)                       | Nobuko Yokoyama (stem)                               |
| 2011        | Beverly Hills Chihuahua 2                                        | Pep (stem)                                           |
| 2006 - 2011 | Hannah Montana                                                   | Lilly Truscott, Lola Luftnagle, Hannah Montana, Lola |
| 2009        | The Suite Life on Deck                                           | Lilly Truscott, Lola Luftnagle                       |
| 2009        | Hannah Montana: The Movie                                        | Lilly Truscott                                       |
| 2009        | Dadnapped                                                        | Melissa Morris                                       |
| 2008        | Surviving Sid                                                    | Start Girl Claire (stem)                             |
| 2008        | Soccer Mom                                                       | Becca Handler                                        |
| 2007        | The Haunting Hour: Don't Think About It                          | Cassie Keller                                        |
| 2006 - 2007 | Shorty McShorts' Shorts                                          | Finberly, Kelly, Tall Skunk Girl                     |
| 2006        | Holidaze: The Christmas That Almost Didn't Happen                | Trick (stem)                                         |
| 2006        | That's So Suite Life of Hannah Montana                           | Lilly Truscott                                       |
| 2005        | Lilo & Stitch 2: Stitch Has a Glitch                             | stem                                                 |
| 2003        | Spy Kids 3-D: Game Over                                          | Gerti Giggles                                        |
| 2002        | Spy Kids 2: The Island of Lost Dreams                            | Gerti Giggles                                        |
| 2000        | Edward Fubbwupper Fibbed Big                                     | stem                                                 |
| 1999        | Sarah, Plain and Tall: Winter's End                              | Cassie Witting                                       |
| 1999        | The Secret Life of Girls                                         | Miranda Aiken                                        |

### Gastoptredens
| Jaar | Titel                                | Rol                   | Opmerking                              |
| ---- | ------------------------------------ | --------------------- | -------------------------------------- |
| 2013 | Two and a Half Men                   | Gast                  | Ashley                                 |
| 2012 | Life with Boys                       | Gast                  | als Zichzelf                           |
| 2010 | Jonas L.A.                           | Gast                  | als Zichzelf                           |
| 2008 | The View                             | Gast                  |                                        |
| 2008 | Film '72                             | Gast                  |                                        |
| 2008 | Mother Goose Parade                  | Gast                  | comedy sketch                          |
| 2007 | Disney Channel Games 2007            |                       | Gele Team                              |
| 2007 | Shorty McShorts' Shorts              | Kelly                 | stem                                   |
| 2007 | Live with Regis and Kelly            | Gast                  |                                        |
| 2007 | Jimmy Kimmel Live!                   | Gast                  |                                        |
| 2007 | The Ellen DeGeneres Show             | Gast                  |                                        |
| 2007 | The View                             | Gast                  |                                        |
| 2006 | Disney Channel Games 2006            |                       | Groene Team                            |
| 2006 | The Suite Life of Zack & Cody        | Lilly Truscott/Lola   | That's So Suite Life of Hannah Montana |
| 2006 | 100 Greatest Teen Stars              | zichzelf              |                                        |
| 2006 | SoapTalk                             | zichzelf              | Gastrol                                |
| 2005 | Child Stars II: Growing Up Hollywood |                       |                                        |
| 2001 | Friends                              | Lelani Mayolanofavich | The One with the Halloween Party       |
| 2000 | Touched by an Angel                  | Alyssa                | With God as My Witness                 |
| 1999 | 3rd Rock from the Sun                | Dahlia                | Dick, Who's Coming to Dinner           |
| 1999 | Cast and Crew                        | zichzelf              |                                        |

## Discografie

### Single
- I Don't Think About It
- If I Didn't Have You samen met Mitchel Musso
- You've Got a Friend op het album Billy Ray Cyrus Home at Last
- Hero in me
- Once Upon A Dream op het album Princess DisneyMania.
- All The Way Up
- You Are The Only One
- Wherever I Go op het album Hannah Montana in duet met Miley Cyrus
- Let's Be Friends
- Lovesick
- Drift

### Cd's
- All the Right Wrongs (ep)
- Fight or Flight

## Prijzen
| Screen Actors Guild Awards | Screen Actors Guild Awards | Screen Actors Guild Awards                                | Screen Actors Guild Awards |
| Jaar                       | Resultaat                  | Categorie                                                 | Genomineerd werk           |
| -------------------------- | -------------------------- | --------------------------------------------------------- | -------------------------- |
| 2019                       | Genomineerd                | Outstanding Performance by an Ensemble in a Comedy Series | The Kominsky Method        |

| Sunny Side Up Film Festival | Sunny Side Up Film Festival | Sunny Side Up Film Festival     | Sunny Side Up Film Festival |
| Jaar                        | Resultaat                   | Categorie                       | Genomineerd werk            |
| --------------------------- | --------------------------- | ------------------------------- | --------------------------- |
| 2019                        | Winnaar                     | Best Supporting Actress (Short) | The Kominsky Method         |

| Canadian Screen Awards, CA | Canadian Screen Awards, CA | Canadian Screen Awards, CA                                                            | Canadian Screen Awards, CA |
| Jaar                       | Resultaat                  | Categorie                                                                             | Genomineerd werk           |
| -------------------------- | -------------------------- | ------------------------------------------------------------------------------------- | -------------------------- |
| 2013                       | Winnaar                    | Best Performance by an Actress in a Leading Role in a Dramatic Program or Mini-Series | Cyberbully                 |

| Prism Awards | Prism Awards | Prism Awards                            | Prism Awards     |
| Jaar         | Resultaat    | Categorie                               | Genomineerd werk |
| ------------ | ------------ | --------------------------------------- | ---------------- |
| 2012         | Winnaar      | Performance in a TV Movie or Miniseries | Cyberbully       |

| People's Choice Awards, USA | People's Choice Awards, USA | People's Choice Awards, USA     |
| Jaar                        | Resultaat                   | Categorie                       |
| --------------------------- | --------------------------- | ------------------------------- |
| 2010                        | Genomineerd                 | Favorite Breakout Movie Actress |

| Teen Choice Awards | Teen Choice Awards | Teen Choice Awards             | Teen Choice Awards        |
| Jaar               | Resultaat          | Categorie                      | Genomineerd werk          |
| ------------------ | ------------------ | ------------------------------ | ------------------------- |
| 2016               | Genomineerd        | Choice Summer TV Star: Female  | Young & Hungry            |
| 2015               | Genomineerd        | Choice TV Actress: Comedy      | Young & Hungry            |
| 2014               | Genomineerd        | Choice Summer TV Star: Female  | Young & Hungry            |
| 2009               | Winnaar            | Choice TV Sidekick             | Hannah Montana            |
| 2009               | Genomineerd        | Choice Movie Fresh Face Female | Hannah Montana: The Movie |

| Young Artist Awards | Young Artist Awards | Young Artist Awards                                                          | Young Artist Awards                     |
| Jaar                | Resultaat           | Categorie                                                                    | Genomineerd werk                        |
| ------------------- | ------------------- | ---------------------------------------------------------------------------- | --------------------------------------- |
| 2009                | Genomineerd         | Best Performance in a TV Series (Comedy or Drama) - Supporting Young Actress | Hannah Montana                          |
| 2008                | Genomineerd         | Best Young Ensemble Performance in a TV Series                               | Hannah Montana                          |
| 2008                | Genomineerd         | Best Performance in a TV Movie, Miniseries or Special Leading Young Actress  | The Haunting Hour: Don't Think About It |
| 2007                | Genomineerd         | Best Performance in a TV Series (Comedy or Drama) - Supporting Young Actress | Hannah Montana                          |
| 2004                | Genomineerd         | Best Young Ensemble in a Feature Film                                        | Spy Kids 3-D: Game Over                 |
| 2003                | Genomineerd         | Best Performance in a Feature Film - Young Actress Age Ten or Under          | Spy Kids 2: The Island of Lost Dreams   |
| 2000                | Genomineerd         | Best Performance in a TV Movie or Pilot - Young Actress Age Ten or Under     | Sarah, Plain and Tall: Winter's End     |

- Biblioteca Nacional de España: XX4823155
- Bibliothèque nationale de France: cb15579893c (data)
- Catàleg d'autoritats de noms i títols de Catalunya: 981058520116206706
- Gemeinsame Normdatei: 1327454076
- International Standard Name Identifier: 0000 0001 1611 5628
- Library of Congress Control Number: no2001056846
- MusicBrainz: 882728bd-a6b9-464f-beab-23d3e66143b5
- Virtual International Authority File: 27384179
- WorldCat: E39PBJwthtMxvgJTqDbYTWg9Xd